# Станіслав Шозда
Станіслав Шозда (пол. Stanisław Szozda, 25 вересня 1950 — 23 вересня 2013) — польський велогонщик.
Срібний призер Олімпійських Ігор 1972 (роздільна командна гонка), 1976 (роздільна командна гонка) років.
Чемпіон світу з велоперегонів на шосе 1973 (роздільна командна гонка), 1975 (роздільна командна гонка) років, срібний призер 1973 року в груповій шосейні гонці, бронзовий призер 1971 (роздільна командна гонка), 1977 (роздільна командна гонка) років.